# 親衛隊突擊隊員

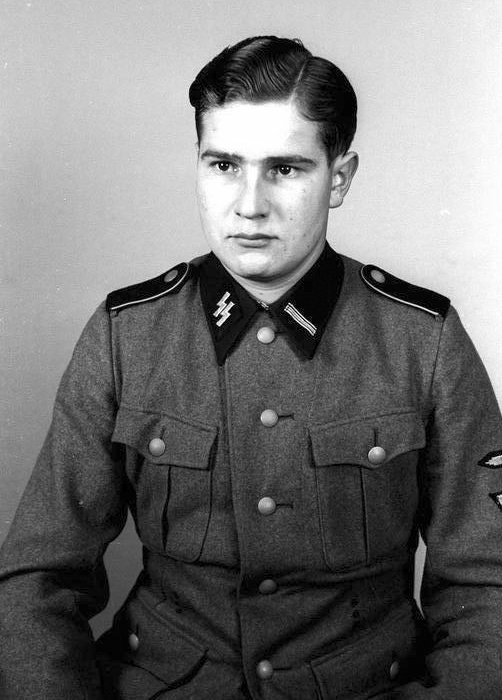
一位任職於毛特豪森－古森集中營的親衛隊突擊隊員。

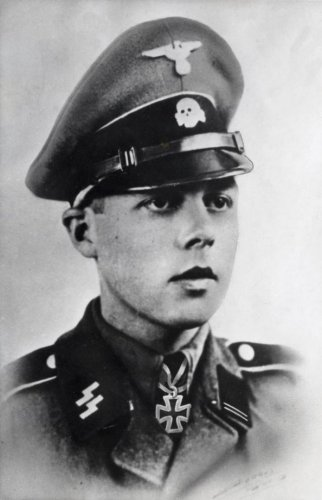
親衛隊突擊隊員格拉德斯·穆伊曼。

親衛隊突擊隊員（德語：Sturmmann）是納粹德國準軍事組織「親衛隊」的一個階級，首創於1921年。
本階級的德語原文「Sturmmann」可追溯至第一次世界大戰期間「突擊小隊」成員的稱號。

## 創設

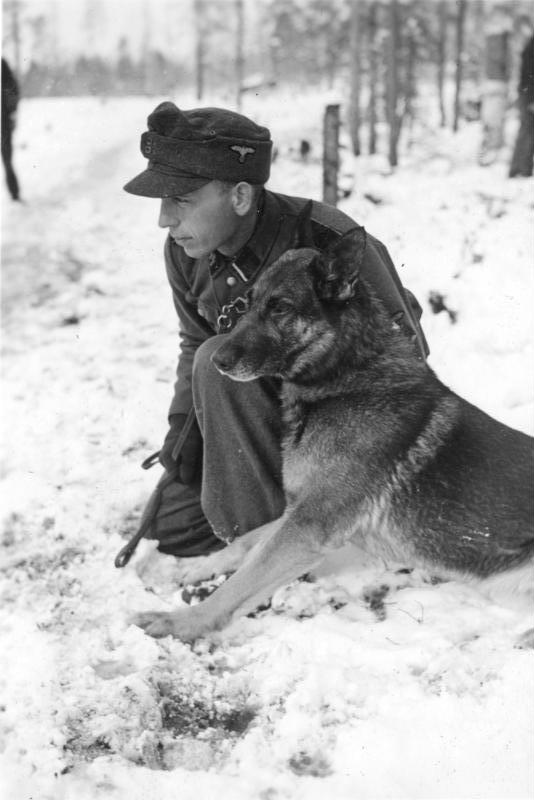
一位親衛隊突擊隊員在挪威訓練德國牧羊犬。

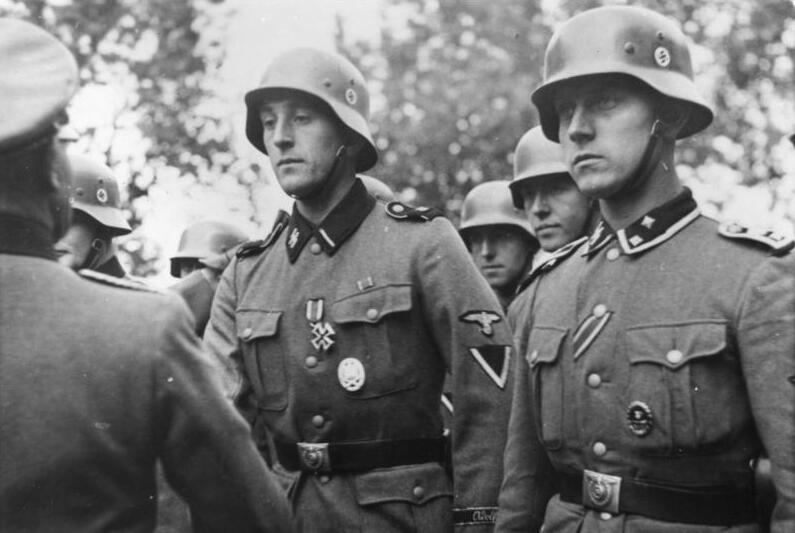
隸屬於武裝親衛隊的突擊隊員。

在德意志帝國於1918年戰敗後，突擊隊員成為由拒絕接受戰敗事實與《凡爾賽條約》的德軍老兵所組成的自由軍團中的一個階級。
1921年，突擊隊員成為納粹黨準軍事部隊「衝鋒隊」的一個階級，稍後亦成為幾乎所有納粹黨下轄的準軍事組織的標準階級。
在親衛隊中，本階級主要授予在組織內服役滿六個月並擁有基本戰技與知識者。

## 使用
在一般親衛隊中，突擊隊員的地位較親衛隊隊員為高。在如國家社會主義汽車軍團等並未使用「隊員」階級的組織內，突擊隊員的地位即等同於國防軍豁免兵，識別標記為不帶任何圖樣的黑底襟章。
在武裝親衛隊中，突擊隊員的地位則高於上級步槍兵。
在親衛隊與衝鋒隊中，本階級的上位階級均為親衛隊分隊領袖。突擊隊員的識別標記為帶一條銀色橫紋的黑底襟章。在身著灰色野戰制服時，武裝親衛隊突擊隊員亦會配戴與德意志國防軍豁免兵樣式相同的臂章。

## 標記

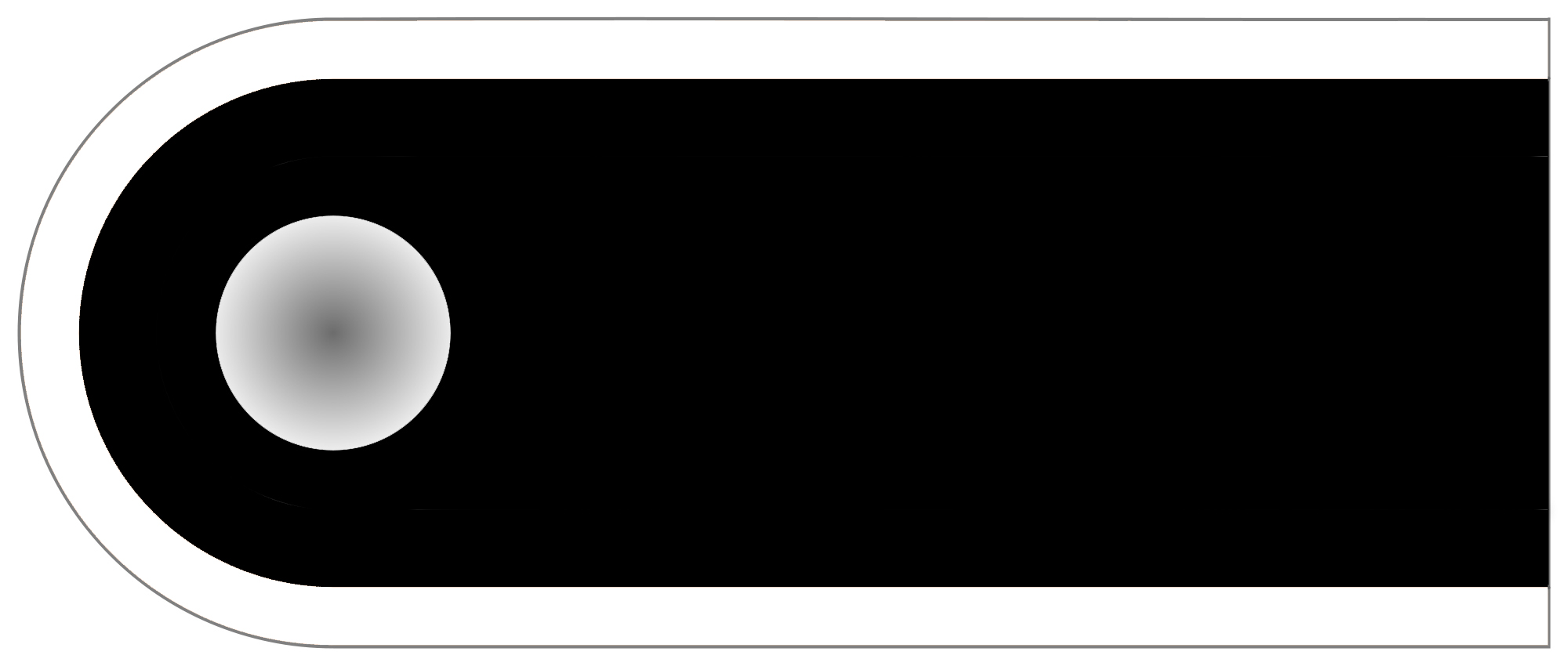
肩章
襟章
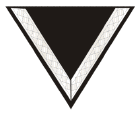
袖章

## 引用
1. 1 2  McNab (II) 2009，第15頁.
2. 1 2  Lumsden 2000，第109頁.
3. 1 2 3  McNab 2009，第30頁.
4. 1 2  Flaherty 2004，第148頁.

## 圖書
- Flaherty, T. H. . Time-Life Books, Inc. 2004 [1988]. ISBN 1 84447 073 3.
- Lumsden, Robin. . Ian Allan Publishing, Inc. 2000. ISBN 0-7110-2285-2.
- McNab, Chris. . Amber Books Ltd. 2009. ISBN 978-1-906626-49-5.
- McNab (II), Chris. . Amber Books Ltd. 2009. ISBN 978-1-906626-51-8.